# Корисні копалини Туркменістану
Корисні копалини Туркменістану.

## Загальна характеристика
Найважливіші корисні копалини Туркменістану: нафта і горючий газ, гірничохімічна та індустріальна сировина, а також нерудні будівельні матеріали. На 2001 р. мінерально-сировинна база країни представлена 162 родовищ корисних копалин із затвердженими запасами, в тому числі: целестину — 2; мінеральних солей — 10 (7 — натрію, 3 — калію); каоліну — 2; самородної сірки — 2; вугілля — 3; бентоніту — 1; озокериту — 2; бариту — 7; природних пігментів — 1; карбонатної сировини для содового виробництва — 2; мармурового оніксу — 2; будівельних матеріалів — 128. Головні корисні копалини Туркменістану представлені в табл.
Таблиця. — Основні корисні копалини Туркменістану станом на 1998–1999 рр.
| Корисні копалини                         | Запаси       | Запаси   | Вміст корисного компоненту в рудах, % | Частка у світі, % |
| Корисні копалини                         | Підтверджені | Загальні | Вміст корисного компоненту в рудах, % | Частка у світі, % |
| Нафта, млрд т З шельфом Каспійського м., | 0,160        | До 12,0  |                                       | 0,1               |
| Природний горючий газ, млрд м³           | 2860-3000    |          |                                       | 1,9               |
| Вугілля, млн т                           | 25           | 800      |                                       |                   |

## Окремі види корисних копалин
Див. також Нафта і природний газ Туркменістану
Нафта і газ є головним багатством країни. У Туркменістані на кінець ХХ ст. виявлено 19 нафтових і газонафтових та 65 газових родовищ. Північно-західні райони Туркменістану входять до складу Південно-Каспійської нафтогазоносної провінції. Родовища західної частини Туркменістану (Прибалханський район) входять до складу Прибалхано-Апшеронської зони нафтогазонакопичення. Нафтогазоносність північних і західних районів Туркменістану пов'язана з антиклінальними зонами в неогенових відкладах, колектори виключно теригенні. Поклади пластові склепінчасті часто тектонічно або літологічно екрановані. Нафти Західно-Туркменської западини нафтенові, метанові і проміжних типів з низьким вмістом S (0,22-0,33 %) і густиною 780–910 кг/м³. Гази метанові з підвищеним вмістом СО2 і N2.
За даними Міністерства нафти та газу Туркменістану запаси газу в країні на 2000 р. становлять 45,44 млрд т в нафтовому еквіваленті. Найбільші газові родовища Туркменістану зосереджені у центральних і східних платформних частинах країни (Амудар'їнська газонафтоносна провінція). Зони нафтогазонакопичення пов'язані з великими тектонічними зонами валоподібних піднять основних структурних елементів епігерцинської платформи. Газоносні теригенні і карбонатні відклади верхньої юри, нижньої і верхньої крейди, палеогену; нафтоносні в основному нижньокрейдові відклади. Інтервал газоносності 420-5000 м, нафтоносності 640–2340 м. Поклади пластові склепінчасті тектонічно і літологічно екрановані. Нафта з карбонатних колекторів нафтеново-ароматичного складу, сірчиста (S до 1 %) з густиною 900 кг/м³, з теригенних — метанонафтенова з низьким вмістом S і густиною 840–880 кг/м³. Гази метанові містять до 155 г/см³ газового конденсату. Прогнозні ресурси газу в Туркменістані оцінюються фахівцями країни в 17 трлн м³, з них 11,5 трлн м³ — на суші, а 5,5 трлн м³ (за оцінкою Western Atlas 1999 р.) — на Каспії. З 2860 млрд м³ доведених запасів газу (2001) близько 63 % зосереджено в Амудар'їнському басейні, де розташовані найбільші газові родовища Даулетабад (доведені запаси — 707 млрд м³) і Яшлар (764 млрд м³). За даними корпорації «Туркменгаз», в останні роки спостерігається перевищення відбору газу над приростом запасів. У 2000 р. ця різниця досягла максимального за останні 5 років рівня — 35 млрд м³.
Південний схід туркменського сектора Каспію за результатами сейсморозвідки є найбагатшим з точки зору вуглеводневих ресурсів. За даними «Вестерн Геофізікал» запаси туркменського шельфу Каспію становлять 11 млрд тонн нафти і 5,5 трлн кубометрів газу. За оцінкою експертів компанії Dragon Oil, запаси (розвідані і заздалегідь оцінені) родовищ території «Челекен», що включає в себе три морських нафтових родовища: Челекенянгуммез, Джейтун (колишнє ЛАМ) і Джігалібег (колишнє Жданова) становлять 600 млн барелів нафти і 2,3 трлн кубічних футів газу. Тут же знаходиться і свердловина, що показала максимальний добовий дебіт — 2 тис. т [Нафтогазова Вертикаль].
Туркменські геологи на початку XXI ст. (2004) продовжують розвідувальні роботи на площах Шатут, Небітлідже, Годурдепе, Хазар, Південний Хазар, Акпартлаук, де можливе відкриття великих родовищ нафти.
Вугілля. Дрібні родовища кам'яного вугілля пов'язані з середньоюрськими прибережно-морськими відкладами північного крила антикліналі Великого Балхану. Виявлено 5 вугленосних площ (основна — Ягманська). Потужність пологого вугільного горизонту 8-16 м. Є 2 пласта (0,4 і 0,6 м) довжиною до 1 км. Вугілля марки «Д» в промислових масштабах відоме в Туаркирському вугленосному районі. Запаси кам'яного вугілля категорії С2 — 67 млн т. Пласти потужністю 0,4-8,7 м. Родовище дорозвідане в 1991–2000 рр. Глибина залягання кам'яного вугілля — 150–430 м. В юрських відкладах Туаркирського вугленосного району виявлене промислове родовище бурого вугілля. Вугілля гумусове, малосірчисте (S до 0,5 %), неспікливе, зольність 20-26 %. Запаси бурого вугілля категорії С2 в південній частині району 66,3 млн т. Перспективні також центральні і північні частини району.
Залізні та марганцеві руди в Туркменістані не утворюють промислових родовищ.
Алюмінієва сировина. У районі Бадхизу відоме велике родовище алуніту Зульфагар (Zulfagar) та родовище Заклинське (Zeaklinskoye).
Благородні метали. На північному заході країни на початку XXI ст. проводиться розвідка ряду рудопроявів Au і Ag, ресурси яких оцінюються відповідно в 15 і 30 т.
Титан-цирконієві розсипи з промисловими концентраціями ільменіту, циркону, лейкоксену відомі в піщаних масивах Мешед і Гейрджани, в дельтах рік Теджен і Мургаб, в межиріччі Кушки і Кашана і в нижній течії Кушки.
Прояви мідних руд представлені осадовими і гідротермальними генетичними типами. Перший тип поширений в Гаурдак-Кугітанзькому районі (лінзи потужністю 0,1-0,15 м, рідше до 1,5-5 м). Мінерали — малахіт і азурит. Вміст Cu 0,15-0,58 %. Численні гідротермальні прояви в Західному Копетдазі представлені невеликими жилами з невисоким вмістом Cu.
Молібденові руди гідротермального генезису відомі в зоні тектонічного порушення у верхньоюрських вапняках Великого Балхану. Вміст Мо понад 1 %. Промислові концентрації Мо виявлені в пісковиках тріасу Туаркирського району. Аномальні концентрації металу пов'язані з палеогеновими глинами і горючими сланцями.
Ртуть. Численні вияви ртутних руд контролюються зонами розривних порушень в теригенно-карбонатних відкладах ниж. крейди; потужність рудних тіл 0,2-2,5 м, вміст ртуті 0,13-0,58 %.
Поліметали. Є численні дрібні родовища свинцево-цинкових руд. Найбільші — Кугітанзьке і Базартюбінське. Залягають у вапняках верхньої юри. Поклади довж. 160–1200 м — слабконахилені рудні стовпи, рідше — лінзи або жили. Руди окиснені. Головні рудні мінерали — смітсоніт, церусит. Середній вміст Pb 2,77-6,21 %, і Zn 1,7-4,08 %. Гідротермальні прояви талієвих руд відомі в межах Челекенської брахіантикліналі. Основні запаси зосереджені в осадово-епігенетичних родовищах, де пластові і лінзові поклади залягають на глибині 15-25 м. У значних концентраціях целестин і барит виявлені в неогенових і четвертинних розсипах і сучасних гідротермах Челекену.
Гірничохімічна сировина представлена баритом і вітеритом, йодобромними водами, калійною, кам'яною і сульфатно-магнієвою солями, самородною сіркою. Барит і вітерит укладені в дрібних гідротермальних родовищах і числ. жильних виявах у Західному Копетдазі. Йодобромні води — важлива корисна копалина країни — поширені у відкладах мезозой-кайнозою платформних областей і у складчастих зонах (Копетдаг і Гіссар). Родовища калійних солей пов'язані з розповсюдженою (площа близько 300 тис. км²) на сході Туркменістану потужною галогенною формацією верхньої юри. Окремі солепрояви є там же у комплексах ранньої крейди. Найбільші родовища: Гаурдакське, Тюбегатанзьке, Карлюкське, Карабільське, Кугітанзьке. Сумарні геологічні запаси калійних солей (в перерахунку на K2O) оцінюються в 632,4 тис. т. Поклади кам'яної солі генетично і просторово пов'язані з родовищами калійних солей. Запаси сирої кам'яної солі на Гаурдакському родовищі — 1,97 млрд т, на Карлюкському — 9 млрд т. Родовища самосадної кам'яної солі виявлені в четвертинних і сучасних утвореннях західних районів Туркменістану. Оцінені запаси самосадних кам'яних солей понад 2,5 млрд т. Комплексні сульфатно-магнієві солі зосереджені в сучасних самосадних родовищах затоки Кара-Богаз-Гол і в пліоценових відкладах Західного Копетдагу. Експлуатаційні запаси цих родов. 342 тис. м³ на добу. Самородна сірка представлена інфільтраційно-метасоматичними покладами (Гаурдакське родовище). Сірконосні породи приурочені до гірських порід верхньої юри. Середня потужність покладів лінзо- і стовповидної форми 13,6 м.
Індустріальна сировина представлена родовищами бентонітових глин, каолінів і кварцових пісків. Розвідані запаси бентонітових глин (15,5 млн т) зосереджені на Огланлінському родовищі. Родовище первинних каолінів пов'язане з каоліновою зоною ранньоюрської кори вивітрювання по кварц-полевошпатовим пісковикам тріасу Туаркирського району. Прогнозні ресурси 74 млн т.
Нерудні будівельні матеріали представлені 80 родовищами: 17 родовищ піщано-гравійних матеріалів (сумарні запаси будівельного каменю понад 180 млн м³), 14 родовищ будівельних пісків (найбільше — Калінінське), 17 родовищ цегельних та керамічних глин, 5 родовищ керамзитових глин і аргілітів, 2 родовища цементної сировини. Відомі також родовища гіпсу, вапняку і облицювального каменю. Основними перспективними родовищами за станом на 2000 р. є: Геоктепінське родовище облицювальних вапняків, Тагаринське родовище вапняків, Тюзмергенське родовище мармурових вапняків, родовище облицювальних вапняків Кайлю.
Дорогоцінні і виробні камені представлені виявами аметисту, гірського кришталю, халцедону і родовищами агату та оніксу. Виявлені значні ресурси мінеральних вод, пов'язані з відкладами мезозою-кайнозою. На східному узбережжі Каспію — йодобромні води, в Прибалханській зоні — радонові терми. Понад 100 родовищ і мінеральних джерел відомо в Копетдазі і на рівнині.